# Кочумдек
Кочумдек — населенный пункт (фактория ) в Эвенкийском районе Красноярского края. Согласно Уставу Эвенкийского района расположен на территории сельского поселения посёлок Кузьмовка, но не фигурирует ни в ОКАТО, ни в ОКТМО.

## География
Расположен в юго-западной части Эвенкийского района в зоне тайги. Климат умеренный континентальный. Населенный пункт стоит на месте  слияния рек Подкаменная Тунгуска и Кочумдек, которая делит его на две части.

## Этимология
Своё название посёлок получил от реки Кочумдек.

## Инфраструктура
Отсутствует.